# Teresa Sickert

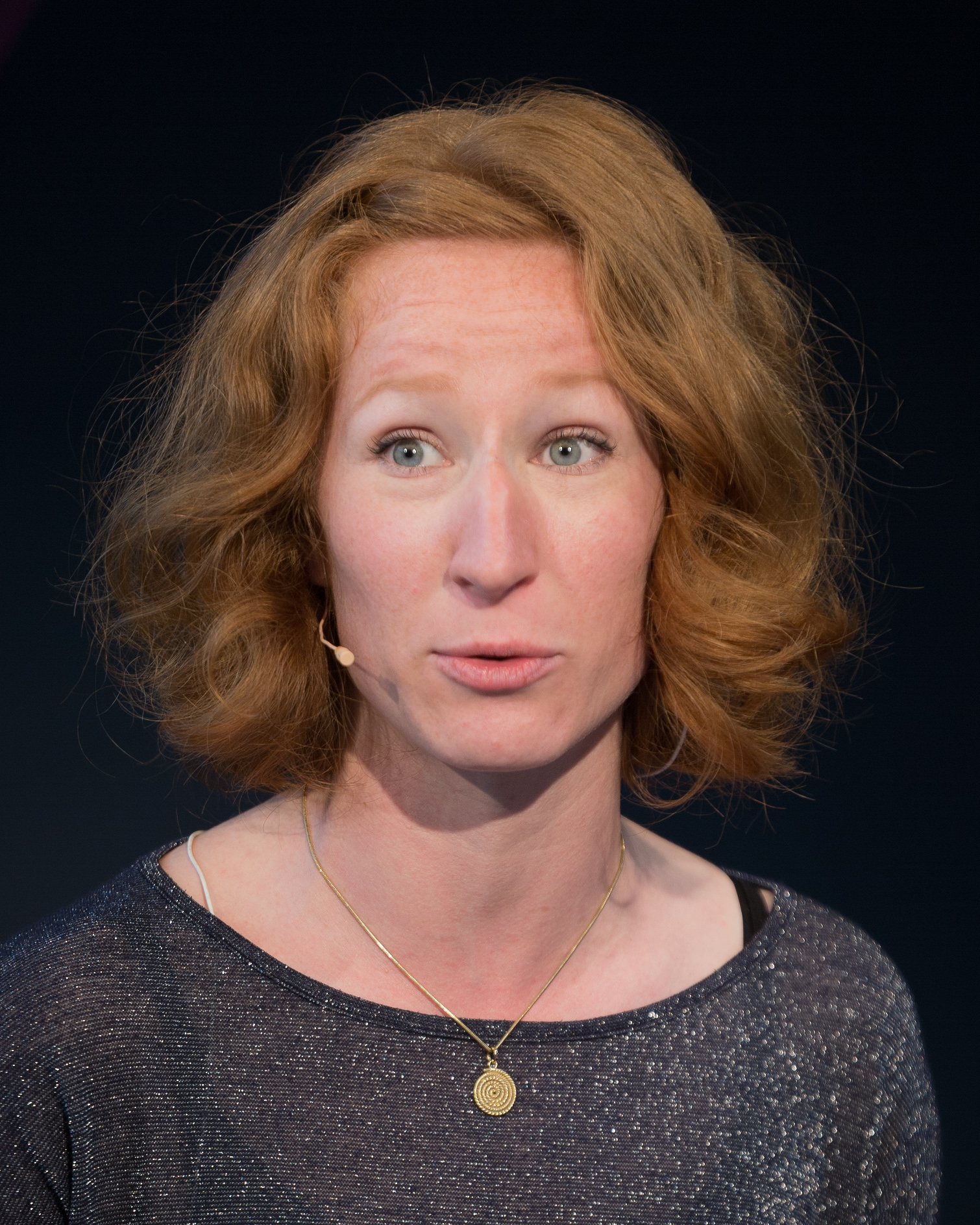
Teresa Sickert auf der Re:publica 17

Teresa Sickert (* 1988 in Eberswalde) ist eine deutsche Journalistin und Moderatorin.

## Leben
Bekannt wurde Sickert durch ihre Tätigkeit als Moderatorin beim Radiosender Fritz vom Rundfunk Berlin-Brandenburg. Seit Dezember 2012 moderiert sie bei Fritz samstags zwischen 18 und 20 Uhr das Internet- und Netzweltmagazin Trackback. Zwischenzeitlich war Teresa Sickert auch als Moderatorin in den Sendungen Blue Moon, Die RadioFritzen am Morgen und der Sendung Die SonntagsFritzen zu hören. Seit Februar 2014 moderiert sie auch unregelmäßig Breitband – das Magazin für Medien und digitale Kultur im Deutschlandradio Kultur.
Als Journalistin beschäftigt sich Sickert vor allem mit Themen der Netzwelt, insbesondere mit Social Media. Sie produziert Radio- und Fernsehbeiträge sowie Podcastformate und schreibt unter anderem für das Netzwelt-Ressort bei Spiegel Online. 